# Tridente

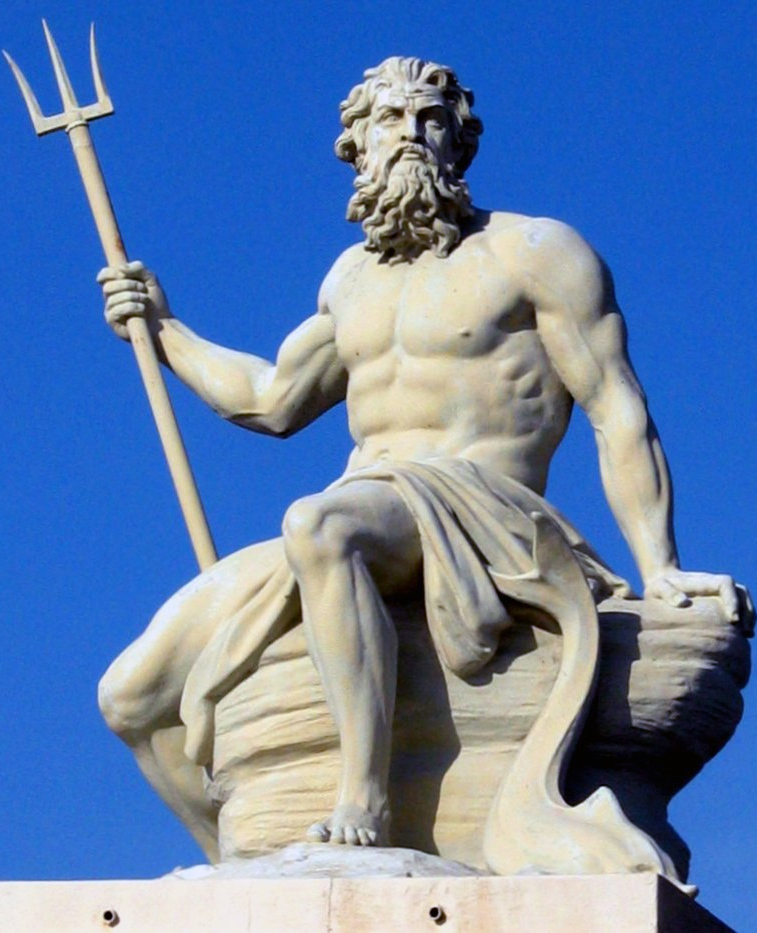
Scultura di Poseidone che regge un tridente a Copenaghen

Il tridente è un'arma inastata composta da una lancia con tre rebbi. Nato come molte armi bianche per derivazione da un utensile agricolo (la forca o forcone), fu utilizzato durante i giochi gladiatorii, dove il reziario era dotato di rete e tridente (che in questo caso è chiamato anche fuscina). Anche le arti marziali orientali hanno numerose armi derivate dal tridente.

## Mitologia
Il tridente era l'arma di Poseidone, con il quale poteva dare vita a nuove sorgenti d'acqua e cavalli (dalla schiuma del mare). 
Poseidone nella mitologia greca era anche in grado di provocare maremoti colpendo la terra con il suo tridente, generando anche terremoti e tempeste marine.
Il tridente è pure l'arma-simbolo del dio indù Shiva (il cui tridente era il Trishula) e di Nettuno (dio analogo a Poseidone nella mitologia romana).

## Nautica
Il tridente è una deriva di 5 metri[Tridente (natante)], dedicata alla scuola vela, progettata nella prima versione da Stella Bracci e nella seconda da Paolo Cori.

## Araldica
Il tridente in araldica è usato in varie forme.

Stemma di Gerolsheim, Germania
Saltsjöbaden (ora parte del comune di Nacka), Svezia
Riistavesi, Finlandia (stemma in uso dal 1923 al 1973)
Ferro di tridente rovesciato di rosso (Échenoz-la-Méline, Francia)

Nell'araldica militare italiana il tridente del principe Vladimir di Rus è il simbolo concesso alle unità che hanno combattuto nelle campagne di Russia durante la seconda guerra mondiale.

Tryzub, tridente bizantino d'oro simbolo dell'Ucraina
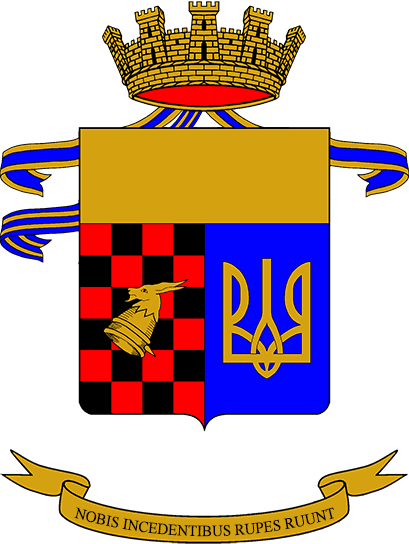
Il 3º reggimento artiglieria da montagna ha combattuto in Albania (scaccato di rosso e nero con l'elmo di Skanderbeg) e in Ucraina (d'azzurro al tridente bizantino d'oro)

## Urbanistica
Tridente: modello utilizzato per la pianificazione di città, con un impianto di tre strade a raggiera che si dipartono da un punto comune, come una piazza, l'esempio più noto è il Tridente a Roma, modello poi adottato a Versailles e a San Pietroburgo.